# Петрівська сільська рада (Красноградський район)
Петрі́вська сільська́ ра́да — адміністративно-територіальна одиниця та орган місцевого самоврядування у Красноградському районі Харківської області. Адміністративний центр — село Петрівка.

## Загальні відомості
- Петрівська сільська рада утворена в 1920 році.
- Територія ради: 83,826 км²
- Населення ради: 2 284 особи (станом на 2001 рік)

## Населені пункти
Сільській раді підпорядковані населені пункти:
- с. Петрівка
- с-ще Балки
- с. Лип'янка

## Склад ради
Рада складається з 20 депутатів та голови.
- Голова ради: Лисяк Іван Іванович

### Керівний склад попередніх скликань
| Прізвище, ім'я, по батькові | Основні відомості                                                 | Дата обрання | Дата звільнення |
| --------------------------- | ----------------------------------------------------------------- | ------------ | --------------- |
| Лисяк Іван Іванович         | Сільський голова, 1948 року народження, освіта вища, безпартійний | 26.03.2006   | 31.10.2010      |
| Лисяк Іван Іванович         | Сільський голова, 1948 року народження, освіта вища, безпартійний | 31.10.2010   |                 |

Примітка: таблиця складена за даними сайту Верховної Ради України

### Депутати
За результатами місцевих виборів 2010 року депутатами ради стали:

#### За суб'єктами висування
| Суб'єкт висування                 | Кількість обраних депутатів | %  |
| --------------------------------- | --------------------------- | -- |
| Політична партія «Сильна Україна» | 9                           | 45 |
| Самовисування                     | 6                           | 30 |
| Партія регіонів                   | 3                           | 15 |
| Народна партія                    | 1                           | 5  |
| Партія «Відродження»              | 1                           | 5  |

#### За округами
| № округу                          | Прізвище, ім'я, по батькові     | Дата визнання обраним | Освіта  | Партійна приналежність                  | Відомості про обраного депутата                        |
| --------------------------------- | ------------------------------- | --------------------- | ------- | --------------------------------------- | ------------------------------------------------------ |
| Народна Партія                    |                                 |                       |         |                                         |                                                        |
| 17                                | Шептура Таміла Петрівна         | 03.11.2010            | середня | член Народної партії                    | фельдшерсько-акушерський пункт с. Липянка, завідувачка |
| Партія «ВІДРОДЖЕННЯ»              |                                 |                       |         |                                         |                                                        |
| 2                                 | Гупало Андрій Іванович          | 03.11.2010            | вища    | член Партії «ВІДРОДЖЕННЯ»               | СТГО Південна залізниця, електрик                      |
| Партія регіонів                   |                                 |                       |         |                                         |                                                        |
| 3                                 | Нікішина Галина Степанівна      | 03.11.2010            | вища    | позапартійна                            | Петровський НВК, вчитель                               |
| 7                                 | Сюсько Михайло Миколайович      | 03.11.2010            | середня | член Партії регіонів                    | персіонер                                              |
| 15                                | Колісник Лілія Геннадіївна      | 03.11.2010            | вища    | позапартійна                            | Петровський НВК, вчитель                               |
| Політична партія «Сильна Україна» |                                 |                       |         |                                         |                                                        |
| 6                                 | Прихідько Світлана Іванівна     | 03.11.2010            | середня | член Політичної партії «Сильна Україна» | СТОВ «Мрія», вагарь                                    |
| 8                                 | Ропай Тетяна Степанівна         | 03.11.2010            | вища    | член Політичної партії «Сильна Україна» | СТОВ «Мрія», бухгалтер                                 |
| 9                                 | Резнік Олена Григорівна         | 03.11.2010            | вища    | член Політичної партії «Сильна Україна» | СТОВ «Мрія», бухгалтер                                 |
| 10                                | Хлівецька Наталія Іванівна      | 03.11.2010            | середня | член Політичної партії «Сильна Україна» | тимчасово не працює                                    |
| 11                                | Лукашкова Наталія Миколаївна    | 03.11.2010            | середня | член Політичної партії «Сильна Україна» | СТОВ «Мрія», касир                                     |
| 12                                | Бондаренко Віталій Григорович   | 03.11.2010            | середня | член Політичної партії «Сильна Україна» | СТОВ «Мрія», технік будівельник                        |
| 13                                | Кудревич Тамара Григорівна      | 03.11.2010            | вища    | член Політичної партії «Сильна Україна» | СТОВ «Мрія», бухгалтер                                 |
| 14                                | Палагута Сергій Григорович      | 03.11.2010            | вища    | член Політичної партії «Сильна Україна» | СТОВ «Мрія», головний ветеринарний лікар               |
| 16                                | Дорофієва Наталія Василівна     | 03.11.2010            | середня | член Політичної партії «Сильна Україна» | Петровська сімейна амбулаторія, медсестра              |
| Самовисування                     |                                 |                       |         |                                         |                                                        |
| 1                                 | Москалик Валерій Володимирович  | 03.11.2010            | середня | член Політичної партії «Сильна Україна» | приватний підприємець                                  |
| 4                                 | Солонецька Олена Олександрівна  | 03.11.2010            | вища    | позапартійна                            | тимчасово не працює                                    |
| 5                                 | Сизонов Артем Юрійович          | 03.11.2010            | середня | член Партії регіонів                    | тимчасово не працює                                    |
| 18                                | Довженкова Світлана Анатоліївна | 03.11.2010            | середня | позапартійна                            | приватний підприємець                                  |
| 19                                | Литовченко Ірина Юріївна        | 03.11.2010            | середня | позапартійна                            | ПП «Долженкова», продавець                             |
| 20                                | Заєць Ігор Миколайович          | 03.11.2010            | вища    | позапартійний                           | БУ «Укрбургаз», інженер — конструктор                  |

## Населення
Згідно з переписом УРСР 1989 року чисельність наявного населення села становила 2576 осіб, з яких 1197 чоловіків та 1379 жінок.
За переписом населення України 2001 року в селі мешкало 2277 осіб.

### Мова
Розподіл населення за рідною мовою за даними перепису 2001 року:
| Мова       | Відсоток |
| ---------- | -------- |
| українська | 96,15 %  |
| російська  | 3,59 %   |
| білоруська | 0,13 %   |
| циганська  | 0,04 %   |